# Nebrioporus formaster
Nebrioporus formaster är en skalbaggsart som först beskrevs av Zaitzev 1908.  Nebrioporus formaster ingår i släktet Nebrioporus och familjen dykare.

## Underarter
Arten delas in i följande underarter:
- N. f. formaster
- N. f. jaechi